# Patusca

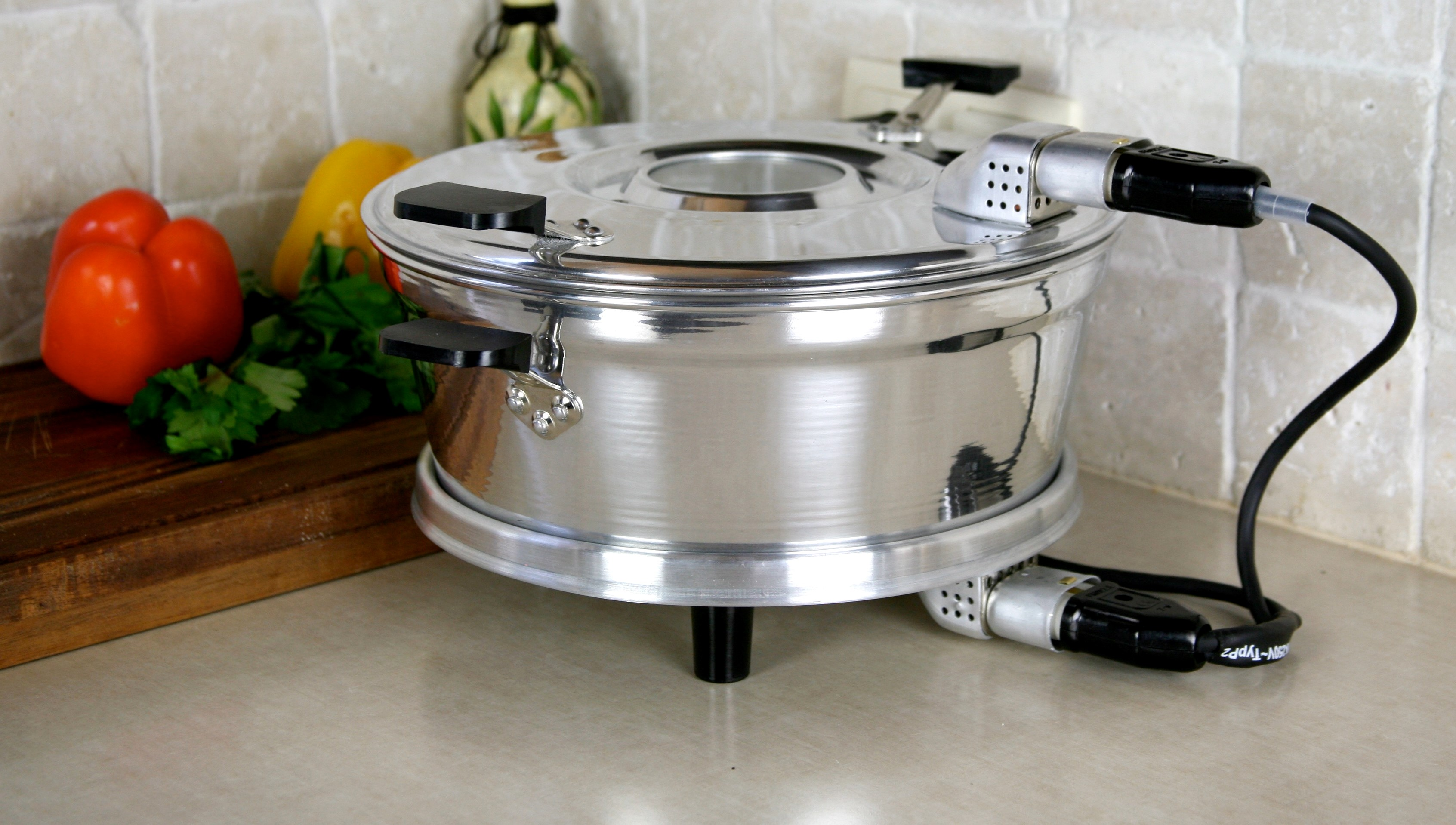
Cloche portuguesa

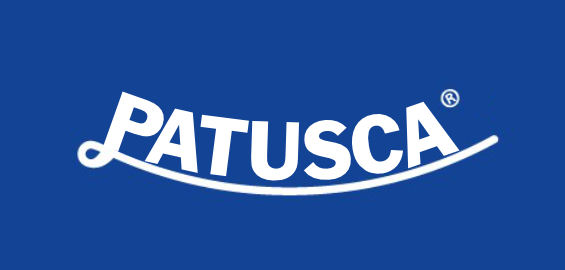
Logo comercial

Patusca ou Cloche - é um forno de cozinha, composto por uma forma de metal e uma tampa equipada com visor, alimentado e aquecido por eletricidade, usado para assar bolos e carnes. Em Portugal, eles eram populares antes da disseminação dos fornos elétricos. O seu nome deriva da palavra Remoska, termo original pelo qual este utensílio era conhecido na Checoslováquia.
Devido à boa condutividade térmica, são fabricados totalmente em chapa de alumínio. Possuem a forma de cloche redonda ou, menos frequentemente, retangular, com capacidade para cerca de 8,0 litros. Uma resistência elétrica com potência de 550 a 590w é colocado na tampa. Existem também produtos de duas peças, que possuem uma base aquecida e versão XL de 18 litros. A potência da resistência na base é geralmente de 390w. A base aquecida também pode ser usada para aquecer pratos em outras formas. 
Existe um visor na tampa da patusca, que permite observar os pratos assados. A viseira é feita de vidro temperado, com aproximadamente 6 mm de espessura. Na tampa, geralmente em rebites conectando as partes da tampa, existem vários orifícios com diâmetro de 1,5 mm, que permitem a saída do vapor que se acumula no seu interior durante a cozedura.

## Confecção
Poderão ser utilizadas ambas as resistências em simultâneo (assados), apenas a resistência inferior (bolos) ou só a resistência superior (grelhados).
É possível preparar um sem número de pratos entre eles: assar castanhas, torradas, batatas assadas, bolos, assados, grelhados, etc. E várias receitas de uma Airfryer.